# Selección de fútbol de Siria
La selección de fútbol de Siria (en árabe: منتخب سوريا لكرة القدم‎) es el equipo representativo del país en las competiciones oficiales. Su organización está a cargo de la Federación de Fútbol de Siria, perteneciente a la AFC y a la FIFA.

## Historia
Aunque no es de los equipos más fuertes del continente asiático, Siria tiene un historial considerable. Participó en las clasificatorias de 1950 y 1958 siendo uno de los primeros equipos asiáticos en hacerlo. En el torneo clasificatorio de 1966, era uno de los dos equipos asiáticos (el otro era Israel) que le tocó jugarla en la zona europea, concretamente en un grupo en el que estaban España e Irlanda. Sin embargo, Siria se unió al boicot asiático y africano del clasificatorio de 1966 debido a que solo correspondía una plaza para Asia y África. 
Su primer logro importante fue la clasificación a los Juegos Olímpicos de Moscú 1980, donde fue eliminado en la fase de grupos en donde solo consiguió un punto y no anotó ningún gol.
Estuvo a punto de clasificar al mundial de 1986, llegando a la repesca, donde empató 0-0 en el partido de ida, pero en la vuelta llegó la derrota contra Irak por 3-1 les privó de clasificarse para la fase final.
La selección clasificó para la Copa Asiática 2011 luego de mucha ausencia en la competición, donde empezó con un favorable 2-1 ante Arabia Saudita, aunque luego perdió los siguientes partidos, ambos por 2-1 ante Japón y Jordania.
En la Clasificación para la Copa Mundial de Fútbol de 2014, había superado en la segunda ronda a Tayikistán con un resultado global de 6:1. Sin embargo, el 19 de agosto de 2011, la FIFA decidió sancionar al combinado sirio con la descalificación del torneo, al haber usado un jugador inelegible en ambos partidos contra Tayikistán. Esta última será su reemplazante, y se le ha otorgado la victoria en ambos partidos anteriores por Walkover, es decir, 3-0 en ambos a favor del equipo tayiko.
En la Clasificación para la Copa Mundial de Fútbol de 2018 logró el tercer lugar de su grupo, donde también participaban las selecciones de Irán y Corea del Sur. Esto le otorgó el derecho de disputar la cuarta ronda de clasificación a la Copa del Mundo frente a la selección de Australia en donde el primer partido logró empatar (1-1) pero en el partido de vuelta disputado en Sídney perdió por (2-1) frente a la selección oceánica y por ende no consiguió llegar al repechaje contra el cuarto equipo de la Concacaf.
En la siguiente eliminatoria, si bien consiguió llegar de nuevo a la última ronda, estuvo lejos de emular la destacada actuación de la anterior eliminatoria, pues terminó penúltima con 6 unidades, evitando ser colista únicamente por diferencia de gol.

## Últimos partidos y próximos encuentros
Actualizado al último partido jugado el 10 de junio de 2025
| Fecha      | Ciudad     | Local           | Resultado      | Visitante     | Competición                      |
| ---------- | ---------- | --------------- | -------------- | ------------- | -------------------------------- |
| 13-01-2024 | Rayán      | Siria           | 0:0            | Uzbekistán    | Copa Asiática 2023               |
| 18-01-2024 | Rayán      | Siria           | 0:1            | Australia     | Copa Asiática 2023               |
| 23-01-2024 | Jor        | Siria           | 1:0            | India         | Copa Asiática 2023               |
| 31-01-2024 | Doha       | Irán            | 1:1 (5:3 pen.) | Siria         | Copa Asiática 2023               |
| 21-03-2024 | Rangún     | Birmania        | 1:1            | Siria         | Clasificación Copa Mundial 2026  |
| 26-03-2024 | Dammam     | Siria           | 7:0            | Birmania      | Clasificación Copa Mundial 2026  |
| 06-06-2024 | Vientián   | Corea del Norte | 1:0            | Siria         | Clasificación Copa Mundial 2026  |
| 11-06-2024 | Hiroshima  | Japón           | 5:0            | Siria         | Clasificación Copa Mundial 2026  |
| 06-09-2024 | Hyderabad  | Siria           | 2:0            | Mauricio      | Partido amistoso                 |
| 09-09-2024 | Hyderabad  | India           | 0:3            | Siria         | Partido amistoso                 |
| 11-10-2024 | Songkhla   | Tayikistán      | 0:1            | Siria         | King's Cup 2024                  |
| 14-10-2024 | Songkhla   | Tailandia       | 2:1            | Siria         | King's Cup 2024                  |
| 19-11-2024 | Volgogrado | Rusia           | 4:0            | Siria         | Partido amistoso                 |
| 25-03-2025 | Hofuf      | Siria           | 2:0            | Pakistán      | Clasificación Copa Asiática 2027 |
| 10-06-2025 | Hofuf      | Afganistán      | 0:1            | Siria         | Clasificación Copa Asiática 2027 |
| 05-09-2025 | TBD        | Emiratos Árabes | -:-            | Siria         | Partido amistoso                 |
| 09-10-2025 | TBD        | Siria           | -:-            | Birmania      | Clasificación Copa Asiática 2027 |
| 14-10-2025 | Rangún     | Birmania        | -:-            | Siria         | Clasificación Copa Asiática 2027 |
| 18-11-2025 | Islamabad  | Pakistán        | -:-            | Siria         | Clasificación Copa Asiática 2027 |
| 26-11-2025 | Doha       | Siria           | -:-            | Sudán del Sur | Clasificación Copa Árabe 2025    |

## Entrenadores
| Nombre                     | Nacionalidad                  | Periodo                                            | Juegos | Ganados | Empatados | Perdidos | Logros                                         |
| -------------------------- | ----------------------------- | -------------------------------------------------- | ------ | ------- | --------- | -------- | ---------------------------------------------- |
| Avedis Kavlakian           | Bandera de Siria              | ? – 1985                                           |        |         |           |          |                                                |
| Valery Yaremchenko         | Bandera de la Unión Soviética | 1985 – 1987                                        |        |         |           |          |                                                |
| Anatoliy Azarenkov         | Bandera de la Unión Soviética | 1987 – 1989                                        |        |         |           |          |                                                |
| Yuri Kurnenin              | Bandera de Bielorrusia        | 1996                                               |        |         |           |          |                                                |
| Mircea Rădulescu           | Bandera de Rumania            | 1997 – 1998                                        |        |         |           |          |                                                |
| Moussa Shammas             | Bandera de Siria              | 1998 – septiembre de 1999                          |        |         |           |          |                                                |
| Dragoslav Popovic          | Bandera de Serbia             | Septiembre de 1999 - febrero de 2000               |        |         |           |          |                                                |
| Dragoslav Sridovic         | Bandera de Serbia             | Marzo de 2000 - ?                                  |        |         |           |          |                                                |
| Bozidar Vukotic            | Bandera de Serbia             | ? - octubre de 2001                                |        |         |           |          |                                                |
| Jalal Talebi               | Bandera de Irán               | Noviembre de 2001 - septiembre de 2002             |        |         |           |          |                                                |
| Janusz Wójcik              | Bandera de Polonia            | 2003                                               |        |         |           |          |                                                |
| Ahmed Rifaat               | Bandera de Egipto             | 2003 - 2004                                        |        |         |           |          |                                                |
| Miloslav Radenovic         | Bandera de Serbia             | 2005 - agosto de 2006                              |        |         |           |          |                                                |
| Fajr Ibrahim               | Bandera de Siria              | 5 de agosto de 2006 - abril de 2008                | 24     | 13      | 5         | 6        | Sub-Campeón en la Nehru Cup 2007               |
| Mohammed Kwid              | Bandera de Siria              | 10 de mayo de 2008 - 20 de agosto de 2008          | 8      | 4       | 0         | 4        |                                                |
| Fajr Ibrahim               | Bandera de Siria              | 13 de noviembre de 2008 – 13 de septiembre de 2010 | 28     | 13      | 9         | 6        | Sub-Campeón en la Nehru Cup 2009               |
| Ayman Hakeem (interino)    | Bandera de Siria              | 14 de septiembre de 2010 – 20 de diciembre de 2010 | 5      | 2       | 1         | 2        |                                                |
| Ratomir Dujković           | Bandera de Serbia             | 28 de octubre de 2010 – 8 de diciembre de 2010     | 1      | 1       | 0         | 0        |                                                |
| Valeriu Tiţa               | Bandera de Rumania            | 21 de diciembre de 2010 – 9 de febrero de 2011     | 6      | 1       | 0         | 5        |                                                |
| Claude Le Roy              | Bandera de Francia            | 16 de abril de 2011 – 4 de mayo de 2011            | 0      | 0       | 0         | 0        |                                                |
| Nizar Mahrous              | Bandera de Siria              | 22 de mayo de 2011 – 18 de agosto de 2011          | 7      | 5       | 2         | 0        |                                                |
| Marwan Khoury              | Bandera de Siria              | 7 de julio de 2012 –agosto de 2012                 | 4      | 1       | 1         | 2        |                                                |
| Hussam Al Sayed            | Bandera de Siria              | 21 de octubre de 2012 –10 de abril de 2013         | 8      | 2       | 3         | 3        | Ganó el Campeonato de Naciones de la WAFF 2012 |
| Anas Makhlouf              | Bandera de Siria              | 13 de abril de 2013 –23 de octubre de 2013         | 3      | 0       | 1         | 2        |                                                |
| Hussam Al Sayed (Interino) | Bandera de Siria              | 9 de noviembre de 2013 –20 de noviembre de 2013    | 3      | 1       | 0         | 2        |                                                |
| Ahmad Al Shaar             | Bandera de Siria              | 13 de febrero de 2014 –5 de marzo de 2014          | 1      | 0       | 0         | 1        |                                                |
| Muhannad Al Fakeer         | Bandera de Siria              | 18 de septiembre de 2014 -5 de enero de 2015       | 2      | 2       | 0         | 0        |                                                |
| Fajr Ibrahim               | Bandera de Siria              | 6 de enero de 2015 -29 de marzo de 2016            | 14     | 10      | 1         | 3        |                                                |
| Ayman Hakeem               | Bandera de Siria              | 9 de mayo de 2016 -16 de noviembre de 2017         | 21     | 6       | 11        | 4        |                                                |
| Bernd Stange               | Bandera de Alemania           | 31 de enero de 2018 -10 de enero de 2019           | 11     | 3       | 5         | 3        |                                                |
| Fajr Ibrahim (interino)    | Bandera de Siria              | 11 de enero de 2019 -31 de diciembre de 2019       | 17     | 7       | 3         | 7        |                                                |
| Nabil Maaloul              | Bandera de Túnez              | 11 de marzo de 2020 -15 de junio de 2021           | 7      | 3       | 0         | 4        |                                                |
| Nizar Mahrous              | Bandera de Siria              | 7 de julio de 2021-16 de noviembre de 2021         | 6      | 0       | 2         | 4        |                                                |
| Valeriu Tija               | Bandera de Rumania            | 18 de noviembre de 2021-1 de febrero de 2022       | 5      | 1       | 0         | 4        |                                                |
| Ghassan Maatouk            | Bandera de Siria              | 9 de febrero de 2022–1 de junio de 2022            | 3      | 2       | 1         | 0        |                                                |
| Hussam Al Sayed            | Bandera de Siria              | 23 de agosto de 2022-2 de febrero de 2023          | 6      | 0       | 0         | 6        |                                                |
| Héctor Cúper               | Bandera de Argentina          | 2 de febrero de 2023-11 de junio de 2024           | 18     | 5       | 6         | 7        |                                                |
| José Lana                  | Bandera de España             | 22 de agosto de 2024-                              |        |         |           |          |                                                |

## Palmarés

### Selección mayor
- Campeonato de la Federación de Fútbol de Asia Occidental (1): 2012.
- Juegos Panarábicos (1): 1957.

### Selección Sub-20
- Campeonato Sub-19 de la AFC (1): 1994.

### Selección Sub-17
- Campeonato de la Federación de Fútbol de Asia Occidental Sub-15 (1): 2007.

## Jugadores

### Última convocatoria
Lista de jugadores convocados para el partido ante  Pakistán, correspondiente a la eliminatoria rumbo a la Copa AFC 2027, celebrado el 25 de marzo de 2025.
| No. | Pos. | Jugador              | Fecha de nacimiento (edad)         | Apa. | Goles | Club             |
| --- | ---- | -------------------- | ---------------------------------- | ---- | ----- | ---------------- |
| 1   | POR  | Ahmad Madania        | 1 de enero de 1990 (35 años)       | 31   | 0     | Al-Riffa         |
| 16  | POR  | Shaher Al Shaker     | 1 de abril de 1993 (32 años)       | 2    | 0     | Al-Ittihad       |
| 22  | POR  | Elias Hadaya         | 21 de agosto de 1998 (26 años)     | 2    | 0     | Sandefjord       |
|     |      |                      |                                    |      |       |                  |
| 2   | DEF  | Ahmad Faqa           | 10 de enero de 2003 (22 años)      | 5    | 1     | FH Hafnarfjörður |
| 3   | DEF  | Moayad Ajan          | 16 de febrero de 1993 (32 años)    | 76   | 3     | Al-Wahda         |
| 5   | DEF  | Omar Midani          | 26 de enero de 1994 (31 años)      | 67   | 1     | Al-Salmiya       |
| 6   | DEF  | Khaled Kourdoghli    | 31 de enero de 1997 (28 años)      | 28   | 0     | Erbil            |
| 19  | DEF  | Zakaria Hannan       | 21 de agosto de 1997 (27 años)     | 2    | 0     | Al-Ittihad       |
|     |      |                      |                                    |      |       |                  |
| 4   | MED  | Elmar Abraham        | 1 de marzo de 1999 (26 años)       | 11   | 0     | Skövde AIK       |
| 8   | MED  | Simon Amin           | 13 de noviembre de 1997 (27 años)  | 6    | 0     | Radnički Niš     |
| 12  | MED  | Ammar Ramadan        | 5 de enero de 2001 (24 años)       | 19   | 0     | Dunajská Streda  |
| 13  | MED  | Thaer Krouma         | 2 de febrero de 1990 (35 años)     | 46   | 1     | Mumbai City      |
| 14  | MED  | Ahmed Ashkar         | 12 de diciembre de 1996 (28 años)  | 27   | 1     | Al-Ittihad       |
| 15  | MED  | Ahmad Al Dali        | 21 de marzo de 2002 (23 años)      | 5    | 0     | Al-Tadamon       |
| 21  | MED  | Mustafa Abdullatif   | 15 de diciembre de 2003 (21 años)  | 3    | 0     | Hannover 96 II   |
|     |      |                      |                                    |      |       |                  |
| 7   | DEL  | Omar Khribin         | 15 de enero de 1994 (31 años)      | 61   | 26    | Al-Wahda         |
| 9   | DEL  | Omar Al Somah        | 23 de marzo de 1989 (36 años)      | 43   | 22    | Al-Orobah        |
| 10  | DEL  | Mahmoud Al-Mawas     | 1 de enero de 1993 (32 años)       | 101  | 16    | Al-Shorta        |
| 11  | DEL  | Mahmoud Al Aswad     | 14 de septiembre de 2003 (21 años) | 11   | 1     | Zakho            |
| 17  | DEL  | Mohammad Al Salkhadi | 29 de julio de 2001 (23 años)      | 4    | 0     | IFK Värnamo      |
| 18  | DEL  | Mohammad Al Hallak   | 1 de enero de 1993 (32 años)       | 22   | 1     | Al-Riffa         |
| 20  | DEL  | Mardik Mardikian     | 14 de marzo de 1992 (33 años)      | 45   | 8     | Khaitan          |

## Estadísticas

### Copa Mundial de Fútbol
| Copa Mundial de Fútbol | Copa Mundial de Fútbol  | Copa Mundial de Fútbol  | Copa Mundial de Fútbol  | Copa Mundial de Fútbol  | Copa Mundial de Fútbol  | Copa Mundial de Fútbol  | Copa Mundial de Fútbol  |
| Año                    | Ronda                   | J                       | G                       | E                       | P                       | GF                      | GC                      |
| ---------------------- | ----------------------- | ----------------------- | ----------------------- | ----------------------- | ----------------------- | ----------------------- | ----------------------- |
| 1930 - 1938            | No existía la selección | No existía la selección | No existía la selección | No existía la selección | No existía la selección | No existía la selección | No existía la selección |
| 1950                   | Se retiró               | Se retiró               | Se retiró               | Se retiró               | Se retiró               | Se retiró               | Se retiró               |
| 1954                   | No participó            | No participó            | No participó            | No participó            | No participó            | No participó            | No participó            |
| 1958                   | No clasificó            | No clasificó            | No clasificó            | No clasificó            | No clasificó            | No clasificó            | No clasificó            |
| 1962                   | Se retiró               | Se retiró               | Se retiró               | Se retiró               | Se retiró               | Se retiró               | Se retiró               |
| 1966                   | Se retiró               | Se retiró               | Se retiró               | Se retiró               | Se retiró               | Se retiró               | Se retiró               |
| 1970                   | No participó            | No participó            | No participó            | No participó            | No participó            | No participó            | No participó            |
| 1974                   | No clasificó            | No clasificó            | No clasificó            | No clasificó            | No clasificó            | No clasificó            | No clasificó            |
| 1978                   | Se retiró               | Se retiró               | Se retiró               | Se retiró               | Se retiró               | Se retiró               | Se retiró               |
| 1982                   | No clasificó            | No clasificó            | No clasificó            | No clasificó            | No clasificó            | No clasificó            | No clasificó            |
| 1986                   | No clasificó            | No clasificó            | No clasificó            | No clasificó            | No clasificó            | No clasificó            | No clasificó            |
| 1990                   | No clasificó            | No clasificó            | No clasificó            | No clasificó            | No clasificó            | No clasificó            | No clasificó            |
| 1994                   | No clasificó            | No clasificó            | No clasificó            | No clasificó            | No clasificó            | No clasificó            | No clasificó            |
| 1998                   | No clasificó            | No clasificó            | No clasificó            | No clasificó            | No clasificó            | No clasificó            | No clasificó            |
| 2002                   | No clasificó            | No clasificó            | No clasificó            | No clasificó            | No clasificó            | No clasificó            | No clasificó            |
| 2006                   | No clasificó            | No clasificó            | No clasificó            | No clasificó            | No clasificó            | No clasificó            | No clasificó            |
| 2010                   | No clasificó            | No clasificó            | No clasificó            | No clasificó            | No clasificó            | No clasificó            | No clasificó            |
| 2014                   | Descalificado           | Descalificado           | Descalificado           | Descalificado           | Descalificado           | Descalificado           | Descalificado           |
| 2018                   | No clasificó            | No clasificó            | No clasificó            | No clasificó            | No clasificó            | No clasificó            | No clasificó            |
| 2022                   | No clasificó            | No clasificó            | No clasificó            | No clasificó            | No clasificó            | No clasificó            | No clasificó            |
| 2026                   | No clasificó            | No clasificó            | No clasificó            | No clasificó            | No clasificó            | No clasificó            | No clasificó            |
| 2030                   | Por disputarse          | Por disputarse          | Por disputarse          | Por disputarse          | Por disputarse          | Por disputarse          | Por disputarse          |
| 2034                   | Por disputarse          | Por disputarse          | Por disputarse          | Por disputarse          | Por disputarse          | Por disputarse          | Por disputarse          |
| Total                  | 0/23                    | -                       | -                       | -                       | -                       | -                       | -                       |

### Copa Asiática
| Copa Asiática | Copa Asiática    | Copa Asiática | Copa Asiática | Copa Asiática | Copa Asiática | Copa Asiática | Copa Asiática |
| Año           | Ronda            | J             | G             | E             | P             | GF            | GC            |
| ------------- | ---------------- | ------------- | ------------- | ------------- | ------------- | ------------- | ------------- |
| 1956          | No participó     | No participó  | No participó  | No participó  | No participó  | No participó  | No participó  |
| 1960          | No participó     | No participó  | No participó  | No participó  | No participó  | No participó  | No participó  |
| 1964          | No participó     | No participó  | No participó  | No participó  | No participó  | No participó  | No participó  |
| 1968          | No participó     | No participó  | No participó  | No participó  | No participó  | No participó  | No participó  |
| 1972          | No clasificó     | No clasificó  | No clasificó  | No clasificó  | No clasificó  | No clasificó  | No clasificó  |
| 1976          | Se retiró        | Se retiró     | Se retiró     | Se retiró     | Se retiró     | Se retiró     | Se retiró     |
| 1980          | Fase de grupos   | 4             | 2             | 1             | 1             | 3             | 2             |
| 1984          | Fase de grupos   | 4             | 1             | 1             | 2             | 3             | 5             |
| 1988          | Fase de grupos   | 4             | 2             | 0             | 2             | 2             | 5             |
| 1992          | No clasificó     | No clasificó  | No clasificó  | No clasificó  | No clasificó  | No clasificó  | No clasificó  |
| 1996          | Fase de grupos   | 3             | 1             | 0             | 2             | 3             | 6             |
| 2000          | No participó     | No participó  | No participó  | No participó  | No participó  | No participó  | No participó  |
| 2004          | No participó     | No participó  | No participó  | No participó  | No participó  | No participó  | No participó  |
| 2007          | No participó     | No participó  | No participó  | No participó  | No participó  | No participó  | No participó  |
| 2011          | Fase de grupos   | 3             | 1             | 0             | 2             | 4             | 5             |
| 2015          | No clasificó     | No clasificó  | No clasificó  | No clasificó  | No clasificó  | No clasificó  | No clasificó  |
| 2019          | Fase de grupos   | 3             | 0             | 1             | 2             | 2             | 5             |
| 2023          | Octavos de final | 4             | 1             | 2             | 1             | 2             | 2             |
| Total         | 7/18             | 25            | 8             | 5             | 12            | 19            | 30            |

## Torneos regionales

### Campeonato de la WAFF
| Campeonato de la WAFF | Campeonato de la WAFF | Campeonato de la WAFF | Campeonato de la WAFF | Campeonato de la WAFF | Campeonato de la WAFF | Campeonato de la WAFF | Campeonato de la WAFF |
| Año                   | Ronda                 | J                     | G                     | E                     | P                     | GF                    | GC                    |
| --------------------- | --------------------- | --------------------- | --------------------- | --------------------- | --------------------- | --------------------- | --------------------- |
| 2000                  | Subcampeón            | 5                     | 2                     | 1                     | 2                     | 5                     | 2                     |
| 2002                  | Cuarto lugar          | 4                     | 1                     | 1                     | 2                     | 5                     | 6                     |
| 2004                  | Subcampeón            | 4                     | 1                     | 1                     | 2                     | 6                     | 13                    |
| 2007                  | Semifinales           | 3                     | 2                     | 0                     | 1                     | 2                     | 3                     |
| 2008                  | Semifinales           | 3                     | 1                     | 1                     | 1                     | 2                     | 3                     |
| 2010                  | Fase de grupos        | 2                     | 0                     | 1                     | 1                     | 2                     | 3                     |
| 2012                  | Campeón               | 4                     | 2                     | 2                     | 0                     | 5                     | 3                     |
| 2014                  | Se retiró             | Se retiró             | Se retiró             | Se retiró             | Se retiró             | Se retiró             | Se retiró             |
| 2019                  | Fase de grupos        | 4                     | 0                     | 2                     | 2                     | 5                     | 7                     |
| 2023                  | Clasificado           | Clasificado           | Clasificado           | Clasificado           | Clasificado           | Clasificado           | Clasificado           |
| Total                 | 9/10                  | 29                    | 9                     | 9                     | 11                    | 32                    | 40                    |

### Copa de Naciones Árabe
| Copa de Naciones Árabe | Copa de Naciones Árabe | Copa de Naciones Árabe | Copa de Naciones Árabe | Copa de Naciones Árabe | Copa de Naciones Árabe | Copa de Naciones Árabe | Copa de Naciones Árabe |
| Año                    | Ronda                  | J                      | G                      | E                      | P                      | GF                     | GC                     |
| ---------------------- | ---------------------- | ---------------------- | ---------------------- | ---------------------- | ---------------------- | ---------------------- | ---------------------- |
| 1963                   | Subcampeón             | 4                      | 3                      | 0                      | 1                      | 9                      | 4                      |
| 1964                   | No participó           | No participó           | No participó           | No participó           | No participó           | No participó           | No participó           |
| 1966                   | Subcampeón             | 5                      | 3                      | 1                      | 1                      | 9                      | 4                      |
| 1985                   | No participó           | No participó           | No participó           | No participó           | No participó           | No participó           | No participó           |
| 1988                   | Subcampeón             | 6                      | 2                      | 2                      | 2                      | 5                      | 5                      |
| 1992                   | Cuarto lugar           | 4                      | 0                      | 3                      | 1                      | 2                      | 3                      |
| 1998                   | Fase de grupos         | 2                      | 0                      | 0                      | 2                      | 1                      | 6                      |
| 2002                   | Fase de grupos         | 4                      | 2                      | 0                      | 2                      | 8                      | 6                      |
| 2009                   | Cancelado              | Cancelado              | Cancelado              | Cancelado              | Cancelado              | Cancelado              | Cancelado              |
| 2012                   | No participó           | No participó           | No participó           | No participó           | No participó           | No participó           | No participó           |
| Copa Árabe de la FIFA  |                        |                        |                        |                        |                        |                        |                        |
| 2021                   | Fase de grupos         | 3                      | 1                      | 0                      | 2                      | 4                      | 4                      |
| Total                  | 7/11                   | 28                     | 11                     | 6                      | 11                     | 38                     | 32                     |